# Orthocladius vanoyei
Orthocladius vanoyei är en tvåvingeart som först beskrevs av Maurice Emile Marie Goetghebuer 1944.  Orthocladius vanoyei ingår i släktet Orthocladius och familjen fjädermyggor.
Artens utbredningsområde är Island. Inga underarter finns listade i Catalogue of Life.